# Torneo Supercup 2014
Il Torneo Supercup 2014 si è svolto dal 01 al 3 agosto 2014, Gli incontri si sono svolti nell'impianto Brose Arena, situato nella città di Bamberga.

## Squadre partecipanti
1. Germania
2. Israele
3. Lettonia
4. Russia

## Risultati
1º agosto
| Bamberga | Russia | 82 – 75 | Israele | Brose Arena |

| Bamberga | Germania | 75 – 74 | Lettonia | Brose Arena |

2 agosto
| Bamberga | Germania | 84 – 91 | Israele | Brose Arena |

| Bamberga | Lettonia | 64 – 73 | Russia | Brose Arena |

3 agosto
| Bamberga | Germania | 84 – 75 | Russia | Brose Arena |

| Bamberga | Israele | 94 – 86 | Lettonia | Brose Arena |

## Classifica
| Pos. | Team     | Punti |
| ---- | -------- | ----- |
| 1    | Germania | 4     |
| 2    | Israele  | 4     |
| 3    | Russia   | 4     |
| 4    | Lettonia | 0     |